# Baigorrita (Buenos Aires)

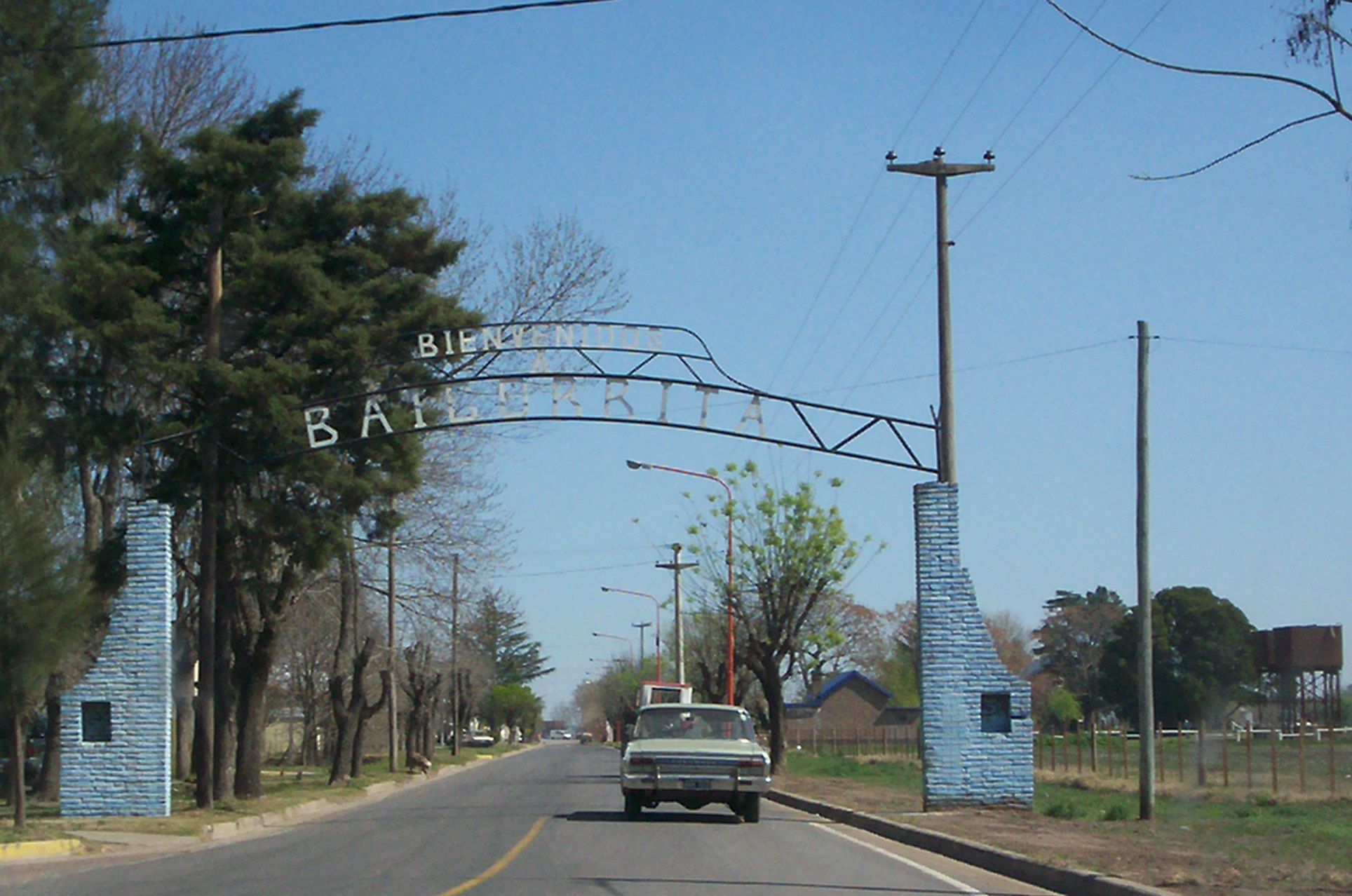
Entrada a Baigorrita (partido de General Viamonte) por la ruta provincial 65.

Baigorrita es una localidad argentina que pertenece al partido de General Viamonte, al noroeste de la provincia de Buenos Aires.
Se encuentra sobre la RP 65, a 32 km al norte de la ciudad cabecera, Los Toldos, y a 20 km al sur de la ciudad de Junín.
Su economía se encuentra basada en la producción agropecuaria y es un reconocido productor de quesos.

## Población
Cuenta con 1848 habitantes (Indec, 2010), lo que representa un leve descenso del 0,6% frente a los 1862 habitantes (Indec, 2001) del censo anterior.
| Gráfica de evolución demográfica de Baigorrita entre 1991 y 2010 |
|                                                                  |
| Fuente: Censos nacionales del INDEC                              |

## Toponimia
El fundador, Modesto Ancel, nombró Baigorrita al pueblo en honor al cacique ranquel Baigorrita, hermano del bravo guerrero cacique Lucho, ambos hijos del cacique chileno Pichuin. Había recibido su nombre en el bautismo de manos de un amigo de su padre, el coronel Manuel Baigorria, militar puntano que hacia 1870 había hecho buenas amistades con los ranqueles, según relata Lucio V. Mansilla en su libro Una excursión a los indios ranqueles. Desde su bautismo se lo conoció con el diminutivo del nombre de su padrino.

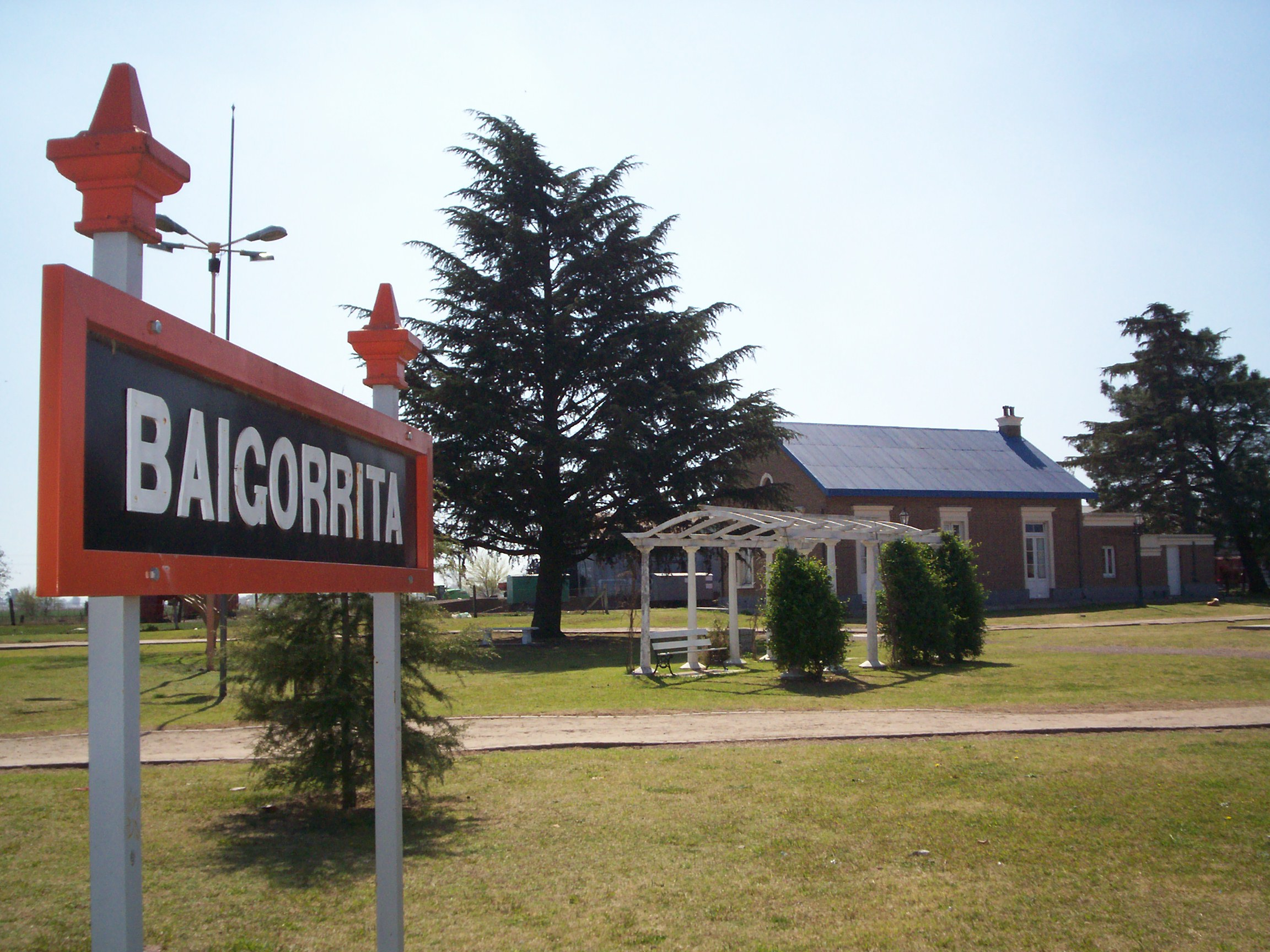
Estación Baigorrita del Ferrocarril San Martín.

En 1710 la zona era territorio de malones, cautivas y también muerte. Se conocía con el nombre de “El Potroso”. Los avisos de esta amenaza podían ser alguna sombra en las tinieblas de la noche o el crujir de alguna pisada en la hierba seca.
Pero fue ese indio amenazante, sus caballos y su ’’civilización’’ lo que comenzó a dar vida a estas tierras.
La impronta, que se desparramaba por ellas, corría como la sombra al caer la tarde en estas pampas y fue la decisión, visión, necesidad y voluntad de algunos los que capitalizaron la incipiente nobleza y riqueza de estos campos.
La aparición, en aquellas épocas, del tren, los ranchos, cultivos y por sobre todo la aparición del alambre (1868), hicieron afincar familias, que al amparo del trabajo, la comunicación y la ausencia de la amenaza india, fueron convirtiendo a este pueblo en un lugar para vivir.
A inicios del siglo XX las tierras donde hoy se encuentra Baigorrita pertenecían a Modesto Damián Ancel, dueño de la estancia "El Potroso". El ferrocarril Buenos Aires al Pacífico decide extender su ramal de Chacabuco hasta Germania, pasando por ese lugar casi desierto. Así, se construye el predio ferroviario y el 2 de mayo de 1909 se rematan lotes para formar un pueblo. El 12 de septiembre del mismo año el gobierno provincial aprobó los planos y esa fecha fue tomada como fundación de Baigorrita.

## Instituciones importantes del pueblo

### Club Social y Deportivo Baigorrita
Fundado en 1926, el Depo, como es conocido, es la única institución dedicada al deporte en Baigorrita. En sus instalaciones se practica fútbol, básquet, tenis, vóley y natación.
Alberga diariamente a más de 260 niños y jóvenes que entrenan y se forman en las instalaciones del club.
En fútbol milita en la Liga Deportiva del Oeste y en básquet en la Asociación Juninense de Básquet.
Entre sus instalaciones cuenta con cancha de fútbol ("La Leonera"),  predio de entrenamiento, gimnasio de básquet ("La leonerita"), pileta de natación, cancha de tenis, quincho con parrillas, parque y restaurante.

### Instituto Secundario Nuestra Señora de la Guardia
En los primeros años de la década de 1960, un grupo de visionarios, Américo Traverso, "Chocho" Miranda y Francisco Brentassi, entre otros, aspiraron a dar a Baigorrita un establecimiento educativo de nivel secundario. Las gestiones para su concreción se realizaron ante la Superintendencia Nacional de la Enseñanza Privada, contando en este trámite con el apoyo incondicional de Federico Cruzado Hernández. 
El 8 de marzo de 1964, se inicia el primer ciclo de orientación comercial en el Instituto Nuestra Señora de la Guardia. Los dos primeros años, la matrícula estuvo integrada solo por varones y a partir de 1966 el colegio pasa a ser mixto.
Su primer rector fue el Dr. Vera Grippo, quien se desempeñaba como médico del pueblo. Su primer representante legal fue el Monseñor Domingo Cancelleri.
Distintos rectores que tuvo el colegio a lo largo de los años son el Padre Francisco "Chocho" Miranda (1965-1976), Federico Cruzado Hernández (hasta junio de 1977), María Isabel Nizzi (hasta fines de 1978), Horacio Franchini (hasta febrero del año 1980), Olga Duhalde (desde marzo de 1980 hasta marzo de 2014) y Nancy Mariel Hernández (desde abril de 2014 hasta la actualidad).
Hilda Díaz fue representante legal durante 9 años y actualmente el instituto cuenta con dos representantes legales, María Susana Garone y la Directora Nancy Mariel Hernández.
El colegio está organizado en 1°, 2° y 3° de Secundaria Básica y 4°, 5° y 6° de Secundaria Superior.
El título con el que se egresa es Bachiller en Economía y Administración.
Posee una matrícula de 134 alumnos, 33 docentes y un auxiliar de limpieza.
En la institución se llevan a cabo muchos proyectos con la participación de distintos profesores y alumnos, posee un Centro de Estudiantes y una Cooperativa Escolar (COOESPAR), que realiza la elaboración de dulces.
Cuenta con el apoyo de la Unión de Padres, conformada en 2017.

### Jardín de infantes N.º 902
El jardín de infantes N.º 902 fue creado el 9 de julio de 1964, bajo el nombre de “Manuela Molina”, como el único establecimiento de Nivel Inicial de la localidad de Baigorrita. Hasta ese momento, funcionaba en el actual edificio la escuela provincial N.º 9, que se trasladó y fusionó con la escuela nacional N.º 98.
El primer año la matrícula era de 23 alumnos de 3, 4 y 5 años agrupados en una sola sección. Elba Fummi fue la primera docente a cargo de la dirección
La Asociación Cooperadora se creó en 1965.
Con el paso de los años la matrícula fue creciendo y así surgieron nuevas secciones.
En el año 2008 se creó la sala de 2 años y también el turno mañana, ya que el espacio físico no era suficiente.
En la actualidad el jardín cuenta con una matrícula de 112 alumnos, distribuida en 4 secciones en turno tarde y 1 en turno mañana.
La superficie actual es de 1492 metros cuadrados, y su categoría es “segunda” ya que cuenta con una plantilla de 1 cargo de directora, 5 docentes de sección, 3 preceptoras, 1 profesor de educación física, 1 profesor de educación musical y 3 auxiliares.

### Cooperativa de Obras y Servicios Públicos Limitada
El 14 de agosto de 1960 se funda la Cooperativa Eléctrica de Baigorrita Ltda., con un Consejo Administrativo formado por el presidente Ezio Lerda, el vicepresidente Ángel Balbi Nervo, el secretario Denis Levato, el prosecretario Luis Velasco, el tesorero Domingo Pelizza, el protesorero Smiraldo Pagella, los vocales José Sainar, Antonio Duhalde, Dante Rossi y Enrique Baretto, el síndico Juan Sciutto y el síndico suplente José Álvarez.

### Cronología de principales acontecimientos
- 4 de septiembre de 1963: se conecta en forma parcial el servicio eléctrico.
- Enero de 1964: inauguración final del servicio de energía eléctrica. En este mismo año la Municipalidad de General Viamonte autoriza la prestación de alumbrado público.

- 1968: planificación de la electrificación rural, con más de 200 km y 158 usuarios para septiembre de 1972.
- 1977: se designa a Mirta Passarella como primera gerente de la institución.
- 1986: se habilita el Banco Ortopédico.

- 1988: se termina la construcción de la sala velatoria y se inaugura el servicio de sepelio.
- 1992: se inaugura el servicio de ventas de electrodomésticos.
- 1993: se firma contrato para la construcción de un panteón de 80 nichos en el cementerio local.
- 1994: construcción de la sala velatoria N.º 2, y cambio de razón social a Cooperativa de Obras y Servicios Públicos de Baigorrita Ltda.
- 1995: se firma convenio con el municipio para el mantenimiento del servicio de agua potable.
- 1998: se inaugura un locutorio con dos cabinas.
- 2000: se tramita en el Instituto de la Vivienda la construcción de 18 casas.
- 2002: firma de convenio para uso del predio del ferrocarril.
- 2006: se inaugura obra de gas natural.
- 2009: inauguración del paseo Modesto Ancel y construcción de tótem indicador del nombre del pueblo sobre acceso en Miguel Ángel Soriano y ruta 65.
- 2013: inauguración del servicio de Internet local.
- 2015: inauguración del servicio de Bapro Pagos de Provincia Net.

### Escuela Primaria N.º 9 Patricias Argentinas
Modesto Ancel gestiona ante el Consejo Nacional de Educación la instalación de una escuela (escuela nacional N.º 98, denominada Láinez). Actualmente es la provincial N.º 9 y comenzó a funcionar el 13 de marzo de 1911. El primer director a cargo fue Pedro Galiano.
Posteriormente, en el campo contiguo al de Ángel Balbi, otro centro poblado, “Villa Centenario”, recibe de parte de la Dirección de Escuelas de la provincia la fundación de otra escuela, la N.º 9, que funciona en casa de don Manuel Costa. La señorita Ángela María Callegaris es la primera directora y maestra, iniciando sus clases el 1 de marzo de 1914, con 54 alumnos en 1° y 2° grado.
El 17 de agosto de 1972, por resolución ministerial, se funden las dos escuelas, que pasan a depender de la provincia. Su personal estaba integrado por: Dora Leytur, Adelaida M. de Lapoule, Silvia Traverso, Inés De Mafeo, Delia Puricelli, Olga B. Bonetto, Mirian de Morales, Mirta Barbero, Elba Fummi de Urquiza y Susana Terragno.
La matrícula actual de la escuela es de 194 alumnos, de 1° a 6°, con dos divisiones por grado, contando con turno mañana y tarde. Dispone también de un servicio de comedor.
Actualmente trabajan en el establecimiento 31 docentes, 5 auxiliares de limpieza y 2 de cocina. La dirección está a cargo de Anabel Velasco y la vicedirección está a cargo de Mariana Bongianino.

### Parroquia de la Iglesia católica en Baigorrita
| Diócesis  | Nueve de Julio               |
| --------- | ---------------------------- |
| Parroquia | Nuestra Señora de la Guardia |